# 프레더릭 칠루바
프레더릭 제이콥 티투스 칠루바(영어: Frederick Jacob Titus Chiluba, 1943년 4월 30일~2011년 6월 18일)는 1991년부터 2002년까지 제2대 잠비아의 대통령으로 재임한 잠비아의 정치인이다. 노동조합 대표였던 칠루바는 다당제 민주운동(MMD)의 후보로서 1991년 잠비아의 다수당 대통령 선거에서 승리하면서 장기집권한 대통령 케네스 카운다를 패배시켰다.
1996년 재선에 성공했으며, 2001년 세 번째 임기를 위한 출마가 불가능했기 때문에 대신에 전 부통령 레비 음와나와사가 MMD 후보로서 출마하여 그의 뒤를 이었다. 공직을 떠난 후 칠루바는 부패와 관련된 장기간의 조사와 재판을 받았으며 2009년 마침내 무죄를 선고받았다. 
2011년 심장병으로 68세의 나이로 사망하였다.

## 역대 선거 결과
| 선거명      | 직책명        | 대수 | 정당               | 득표율 | 득표수    | 결과 | 당락 |
| ----------- | ------------- | ---- | ------------------ | ------ | --------- | ---- | ---- |
| 1991년 선거 | 잠비아 대통령 | 2대  | 다당제민주주의운동 | 75.77% | 972,605표 | 1위  |      |
| 1996년 선거 | 잠비아 대통령 | 2대  | 다당제민주주의운동 | 72.59% | 913,770표 | 1위  |      |